# Населённые пункты Вавожского района
Муниципальное образование «Вавожский район» включает в себя 69 населённых пункта: 10 сельских поселений в составе 8 сёл, 59 деревень и 2 станций.
Административный центр района — село Вавож.

## Перечень населённых пунктов
Далее приводится список населённых пунктов по муниципальным образованиям, в которые они входят. Жирным шрифтом выделены административные центры поселений.

### Муниципальное образование «Большеволковское»
- деревня Большое Волково
- деревня Березек
- деревня Макарово
- деревня Чемошур-Докья

### Муниципальное образование «Брызгаловское»
- село Брызгалово
- деревня Зетловай
- деревня Квачи
- деревня Нардомас
- деревня Монья
- деревня Квашур
- деревня Вишур
- деревня Заря
- деревня Косая Можга
- деревня Южно-Какможский

### Муниципальное образование «Вавожское»
- село Вавож
- деревня Большая Можга
- деревня Жуё-Можга
- станция Вавож
- деревня Зелёная Роща

### Муниципальное образование «Водзимоньинское»
- село Водзимонье
- деревня Новое Водзимонье
- деревня Мокрецово
- деревня Гуляево
- станция Гуляевская железнодорожная площадка
- деревня Новая Бия
- деревня Валадор
- деревня Чудзялуд

### Муниципальное образование «Волипельгинское»
- село Волипельга
- деревня Ожги
- деревня Новые Какси
- деревня Котья
- деревня Нюрпод
- деревня Зядлуд
- деревня Слудка
- деревня Касихино
- деревня Колногорово
- деревня Тушмо
- деревня Карсо
- деревня Холодный Ключ

### Муниципальное образование «Гурезь-Пудгинское»
- деревня Большая Гурезь-Пудга
- деревня Уе-Докья
- деревня Большая Докья
- деревня Малиновка
- деревня Пужмоил
- деревня Васькино
- деревня Зяглуд-Какся
- деревня Малый Зяглуд
- село Каменный Ключ
- деревня Яголуд
- деревня Четкерь
- деревня Бармино
- деревня Сэръя

### Муниципальное образование «Зямбайгуртское»
- деревня Зямбайгурт
- деревня Старая Бия

### Муниципальное образование «Какможское»
- село Какмож
- деревня Инга
- деревня Лыстем
- деревня Какмож-Итчи
- деревня Октябрьский
- деревня Нижний Юсь

### Муниципальное образование «Нюрдор-Котьинское»
- село Нюрдор-Котья

### Муниципальное образование «Тыловыл-Пельгинское»
- село Тыловыл-Пельга
- деревня Берлуд
- деревня Иваново-Вознесенск
- деревня Кочежгурт
- деревня Старое Жуё
- деревня Дубровка
- деревня Новотроицкий
- деревня Русская Изопельга